# Аван ле Марсији
Аван ле Марсији (фр. Avant-lès-Marcilly) насеље је и општина у североисточној Француској у региону Шампања-Ардени, у департману Об која припада префектури Ножан сир Сен.
По подацима из 2011. године у општини је живело 503 становника, а густина насељености је износила 18,21 становника/km². Општина се простире на површини од 27,62 km². Налази се на средњој надморској висини од 110 метара.

## Демографија
| 1962. | 1968. | 1975. | 1982. | 1990. | 1999. | 2011. |
| ----- | ----- | ----- | ----- | ----- | ----- | ----- |
| 319   | 340   | 318   | 336   | 375   | 432   | 503   |

График промене броја становника у току последњих година